# 羽月駅
羽月駅（はつきえき）は、かつて鹿児島県大口市堂崎（現・伊佐市大口堂崎）に設置されていた、日本国有鉄道（国鉄）宮之城線の駅（廃駅）である。
1987年（昭和62年）1月10日、宮之城線の廃止に伴い、廃駅となった。

## 歴史
- 1937年（昭和12年）12月12日：薩摩永野駅 - 薩摩大口駅間の開業に伴い、新設[2]。一般駅[1]。
- 1963年（昭和38年）6月1日：貨物の取り扱いを廃止する[1]。
- 1964年（昭和39年）4月1日：委託駅化。
- 1983年（昭和58年）3月14日：荷物扱い廃止、無人駅化[2][3][4]。
- 1987年（昭和62年）1月10日：宮之城線の全線廃止に伴い、廃駅となる[1]。

## 駅構造
単式ホーム1面1線と木造駅舎を有する駅。有人駅（一般駅）として開業したが、営業末期は無人駅であった。

## 廃止後の状況
2019年（平成31年・令和元年）現在、駅跡は公園になっており、記念碑と踏切警報機が保存されている。なお、駅前付近にある交差点の信号機の地名表記は「羽月駅前」となっている。

## 隣の駅
日本国有鉄道
宮之城線
西太良駅 - 羽月駅 - 薩摩大口駅